# آلان ريتشارد (سياسي)
آلان ريتشارد (بالفرنسية: Alain Richard) هو سياسي فرنسي، ولد في 29 أغسطس 1945 في باريس في فرنسا. حزبياً، نشط في الحزب الاشتراكي وUnified Socialist Party (France) ‏.

## مناصب
- انتخب نائب فرنسي عن دائرة Val-d'Oise's 2nd constituency [الإنجليزية]‏ خلال فترته النيابية  [لغات أخرى]‏ (23 يونيو 1988 – 1 أبريل 1993).
- انتخب نائب فرنسي عن دائرة  خلال فترته النيابية  [لغات أخرى]‏ (2 أبريل 1986 – 14 مايو 1988).
- انتخب نائب فرنسي عن دائرة Val-d'Oise's 1st constituency [الإنجليزية]‏ خلال فترته النيابية  [لغات أخرى]‏ (2 يوليو 1981 – 1 أبريل 1986).
- انتخب عضو مجلس الشيوخ الفرنسي.
- انتخب رئيس بلدية [الإنجليزية]‏ Saint-Ouen-l'Aumône [الإنجليزية]‏ (19 ديسمبر 2002 – ).
- انتخب نائب فرنسي عن دائرة Val-d'Oise's 1st constituency [الإنجليزية]‏ خلال فترته النيابية  [لغات أخرى]‏ (3 أبريل 1978 – 22 مايو 1981).

## روابط خارجية
- آلان ريتشارد على موقع مونزينجر (الألمانية)